# Arrenotokia
Arrenotokia, arhenotokia, arrhenotokia – forma dzieworództwa (partenogenezy), w której z niezapłodnionych komórek jajowych rozwijają się samce. Dokładny zakres pojęciowy tego terminu różni się w zależności od autora. Arrenotokia może ograniczać się do powstawania haploidalnych samców bądź też obejmować również powstawanie samców diploidalnych o trwale nieaktywnym jednym z zestawów chromosomów (parahaploidalność), może też określać wszystkie przypadki, gdy samiec powstaje z udziałem partenogenezy (np. mszyce, wśród których samce są diploidami X0). Jednak kiedy zarówno samce, jak i samice powstają z niezapłodnionych jaj, używa się zwykle terminu „deuterotokia”. Arrenotokia występuje między innymi u owadów błonkoskrzydłych i wciornastków.
W najczęściej używanym znaczeniu arrenotokia oznacza jedynie arrenotokię haploidalną – wydawania na świat haploidalnych samców z niezapłodnionych jaj u owadów wykorzystujących haplodiploidalny system determinacji płci. Samce, jak wspomniano, rodzą się dzieworodnie, podczas gdy diploidalne samice (poza pewnymi rzadkimi wyjątkami) partenogenezy telitokicznej wylęgają się z zapłodnionych jaj, mając obojga rodziców. Podobne zjawisko polega na rozwoju partenogenetycznych diploidalnych jaj w samce poprzez unieczynnienie jednego z zestawów genów w heterochromatynie. Określa się je mianem arrenotokii diploidalnej.